# Zión Moreno
Zión Moreno (El Paso, 23 de febrero de 1995) es una actriz y modelo estadounidense. Es conocida por sus papeles televisivos en la serie de Netflix Control Z y en la secuela de Gossip Girl de HBO Max en el 2021.

## Vida y carrera
Moreno nació en El Paso, Texas y creció en Albuquerque, Nuevo México, hablaba español en casa.
Moreno comenzó su transición como mujer cuando aún estaba en la escuela; durante este tiempo, enfrentó el acoso de sus compañeros.

## Filmografía

### Cine
| Año  | Título     | Personaje | Notas               |
| ---- | ---------- | --------- | ------------------- |
| 2019 | K-12       | Fleur     | Personaje principal |
| 2024 | Prom Dates | Heather   | Personaje principal |

### Televisión, plataformas
| Año       | Título      | Personaje                 | Medio   | Notas                                           |
| --------- | ----------- | ------------------------- | ------- | ----------------------------------------------- |
| 2020      | Control Z   | Isabela de la Fuente      | Netflix | Elenco principal (temporada 1), 8 episodios     |
| 2021–2023 | Gossip Girl | Luna De la Cruz «Luna La» | HBO Max | Elenco principal, 18 episodios                  |
| 2021–2022 | Claws       | Selena                    | TNT     | Personaje recurrente (temporada 4), 4 episodios |